# Thomas Hayo
 (avril 2018).
Si vous disposez d'ouvrages ou d'articles de référence ou si vous connaissez des sites web de qualité traitant du thème abordé ici, merci de compléter l'article en donnant les références utiles à sa vérifiabilité et en les liant à la section « Notes et références ».
 (janvier 2019).
Thomas Hayo, né le 1er janvier 1969 à Neunkirchen en Allemagne est un directeur artistique, metteur en scène et designer allemand. Il est connu comme juré dans l'émission Germany's Next Topmodel.

## Biographie
Dans sa jeunesse, il vit à Bexbach, où il est actif dans un club de football et un club de tennis. Il obtient son diplôme d'études secondaires en 1988 à 19 ans au Johanneum de Homburg. Il étudie ensuite la communication visuelle (graphisme, film et photographie) au College of Design de Darmstadt. Après avoir travaillé pour l'agence de publicité Springer & Jacoby à Hambourg, il s'installe pendant un an à New York en 1993. Il a d'abord effectué un stage chez J. Walter Thompson.
En 1999, il rejoint l'agence Bartle Bogle Hegarty où il est co-responsable du développement du bureau de New York. Il est principalement responsable du compte clé de Levi et supervise les campagnes de clients tels que Reebok, Sony-Ericsson, Axe, Dyson et Johnnie Walker.
Son travail a remporté de nombreux prix, dont le Art Directors Club, le One Show, D&AD, les International Andy Awards, les Clio Awards et le Festival international de publicité Lions de Cannes. Le travail sur certaines de ses meilleures campagnes est exposé au Museum of Modern Art de New York. 
Depuis 2009, Hayo travaille comme pigiste. À la suite d'une suggestion de Jean-Remy von Matt, il fait partie du jury Germany's Next Topmodel depuis 2011 aux côtés de la mannequin et actrice germano-américaine, Heidi Klum.

## Présentateur
- Depuis 2011 : Germany's Next Topmodel : Juge